# ザリスキ環
可換環論において、ザリスキ環 (Zariski ring) は可換ネーター位相環 A であってその位相がジャコブソン根基、すべての極大イデアルの共通部分、に含まれるイデアル m によって定義されているものである。それらは Oscar Zariski (1946) によって今では幾分違うことを意味する「半局所環」(semi-local ring) の名前で導入され、Samuel (1953) によって「ザリスキ環」(Zariski ring) と名付けられた。ザリスキ環の例はネーター局所環と、ネーター環の {\displaystyle {\mathfrak {a}}}-進完備化である。
A をネーター環とし {\displaystyle {\widehat {A}}} をその {\displaystyle {\mathfrak {a}}}-進完備化とする。このとき以下は同値である。
- {\displaystyle {\widehat {A}}} は A 上忠実平坦である（一般には、平坦でしかない）。
- すべての極大イデアルは {\displaystyle {\mathfrak {a}}}-進位相で閉である。
- A はザリスキ環である。